# Глобус, Йорам
Йорам Глобус (ивр. יורם גלובוס‎, англ. Yoram Globus; род. 1941) — израильский продюсер.

## Биография
Йорам Глобус родился в Тверии и вырос в Кирьят-Моцкин. В детстве он работал киномехаником в кинотеатре «Орот», который принадлежал его отцу. Служил в армии в бригаде «Голани», уволился в запас по окончании военной службы в звании лейтенанта (сеген).
После окончания военной службы в 1964 году, начал сотрудничать со своим двоюродным братом, режиссёром Менахемом Голаном. Вместе они основали продюсерскую компанию «Сиртей Ноах», в честь отца Голана. Глобус работал в качестве продюсера и дистрибьютора компании, а Голан в качестве режиссёра и продюсера. В шестидесятые и семидесятые годы они выпустили десятки фильмов, некоторые из которых были успешными и приобрели большую популярность в Израиле: «Салах Шабати», «Я люблю тебя, Роза», «Горячая жевательная резинка», «Королева дороги», «Касаблан», «Операция „Йонатан“», ставший популярным во всем мире и номинированный на «Оскар» и «Золотой Глобус», и многие другие.

### Переезд в Голливуд
В 1978 году Голан и Глобус переехали в Голливуд и купили продюсерскую компанию «Кэннон» («The Cannon Group»), примерно за $ 500,000. К середине 80-х годов Cannon производила в среднем 40 фильмов в год и стала крупнейшим независимым кинопроизводителем в Соединённых Штатах и шестым по величине в мире. Среди фильмов, снятых в это время: «Кровавый спорт» с Жан-Клодом Ван Даммом, «Изо всех сил» с Сильвестром Сталлоне, «Супермен 4» с Кристофером Ривом, «Король Лир» режиссёра Жан-Люка Годара и «Рокки 5» с Сильвестр Сталлоне. Кроме того, компания приобрела права на другие фильмы, в частности фильм «Человек-паук».

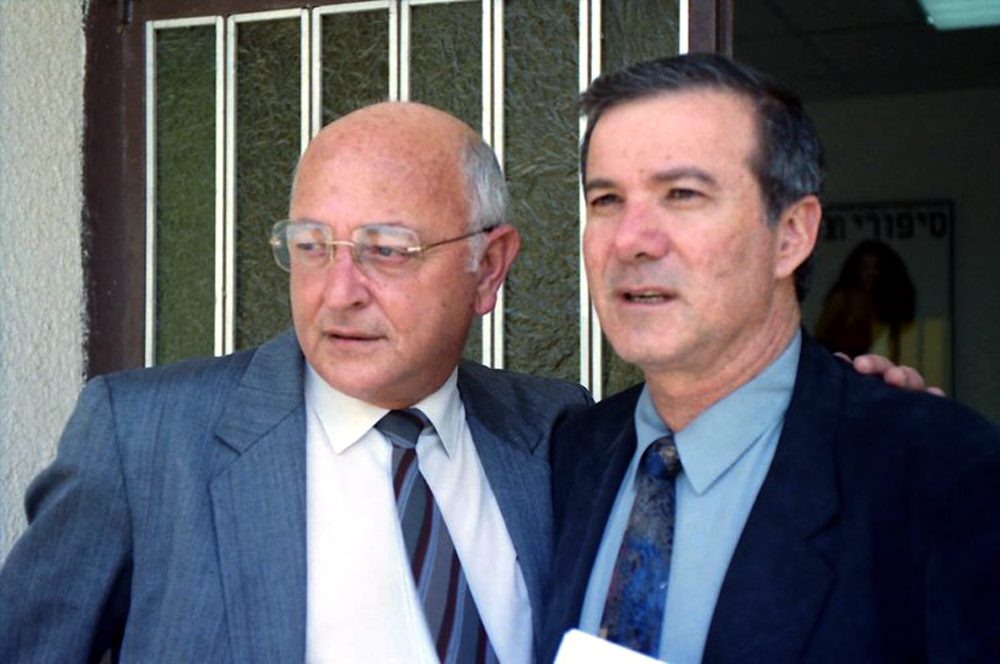
Йорам Глобус, и его представитель в Израиле, Ури Порат

С успехом Cannon Голан и Глобус расширили свою деятельность в дополнительных областях. Cannon приобрела примерно 1600 кинотеатров в Европе и Соединённых Штатах. Каннон выросла в одну из крупнейших мировых кинокомпаний.

### Возвращение в Израиль
В 1993 году, сняв более чем 200 фильмов, Йорам Глобус вернулся в Израиль. С начала девяностых годов он является председателем Ассоциации израильского кино.
В Израиле Йорам Глобус продолжает заниматься продюсерской деятельностью, управляя группой компаний «Глобус», в собственности которой находятся в частности крупнейший кинотеатр в Израиле (Неве Илан), компания по производству фильмов и сериалов, и многое другое.
В 1999 году Йорам Глобус получил премию «Офир» за жизненные достижения от израильской академии кино и телевидения.
Глобус известен как болельщик футбольной команды Бейтар Иерусалим.

## Фильмография
- 1975 — Четыре двойки / The Four Deuces
- 1981 — Входит ниндзя / Enter the Ninja
- 1982 — Жажда смерти 2 / Death Wish II
- 1983 — Месть ниндзя / Revenge of the Ninja
- 1983 — Сахара / Sahara
- 1983 — Дом длинных теней / House of the Long Shadows
- 1983 — Ещё один шанс / One More Chance
- 1984 — Брейк-данс 2 / Breakin' 2: Electric Boogaloo
- 1984 — Без вести пропавшие / Missing in Action
- 1984 — Лицо без маски / The Naked Face
- 1985 — Поезд-беглец / Runaway Train
- 1985 — Американский ниндзя / American Ninja
- 1985 — Вторжение в США / Invasion U.S.A.
- 1985 — Без вести пропавшие 2: Начало / Missing in Action 2: The Beginning
- 1985 — Почему дураки влюбляются / Fool for Love
- 1986 — Подцеплен по-крупному / 52 Pick-Up
- 1986 — Кобра / Cobra
- 1986 — Карающая сила / Avenging Force
- 1986 — В небезопасной близости / Dangerously Close
- 1986 — Идущий в огне / Firewalker
- 1986 — Отряд «Дельта» / The Delta Force
- 1986 — В тылу врага[англ.] / Behind Enemy Lines
- 1986 — Америка-3000 / America 3000
- 1987 — Вниз по витой / Down Twisted
- 1987 — Варвары / The Barbarians
- 1987 — Американский ниндзя 2: Столкновение / American Ninja 2: The Confrontation
- 1987 — Изо всех сил / Over the Top
- 1987 — Властелины вселенной / Masters of the Universe
- 1987 — Убийство / Assassination
- 1987 — Супермен 4: Борьба за мир / Superman IV: The Quest for Peace
- 1987 — Гензель и Гретель / Hansel and Gretel
- 1988 — Пропавшие без вести 3 / Braddock: Missing in Action III
- 1988 — Герой и Монстр / Hero and the Terror
- 1988 — Инопланетянка из Лос-Анджелеса / Alien from L.A.
- 1988 — Кровавый спорт / Bloodsport
- 1989 — Киборг / Cyborg
- 1989 — Путешествие к центру Земли / Journey to the Center of the Earth
- 1990 — Отряд «Дельта» 2 / Delta Force 2: The Colombian Connection
- 1993 — Американский киборг: Стальной воин / American Cyborg: Steel Warrior
- 1994 — Исполнение приказа / Chain of Command
- 1994 — Порождение ада / Hellbound